# Tricholomopsis rutilans
Tricholomopsis rutilans (Jacob Christian Schäffer, 1774 ex Rolf Singer, 1939), sin. Tricholoma rutilans (Jacob Christian Schäffer, 1774 ex Paul Kummer, 1871), denumit în popor ciupercă roșie de brad  Arhivat în 24 aprilie 2017, la Wayback Machine. sau roșcovane, este o ciupercă comestibilă saprofită din încrengătura Basidiomycota în familia Tricholomataceae și de genul Tricholomopsis. Bureții se pot găsi în România, Basarabia și Bucovina de Nord, crescând solitar, împrăștiat sau în grupuri mici, în păduri de conifere pe sau pe lângă bușteni de brazi, molizi sau pini în putregăire, de la câmpie la munte, din iunie până în noiembrie.

## Descriere

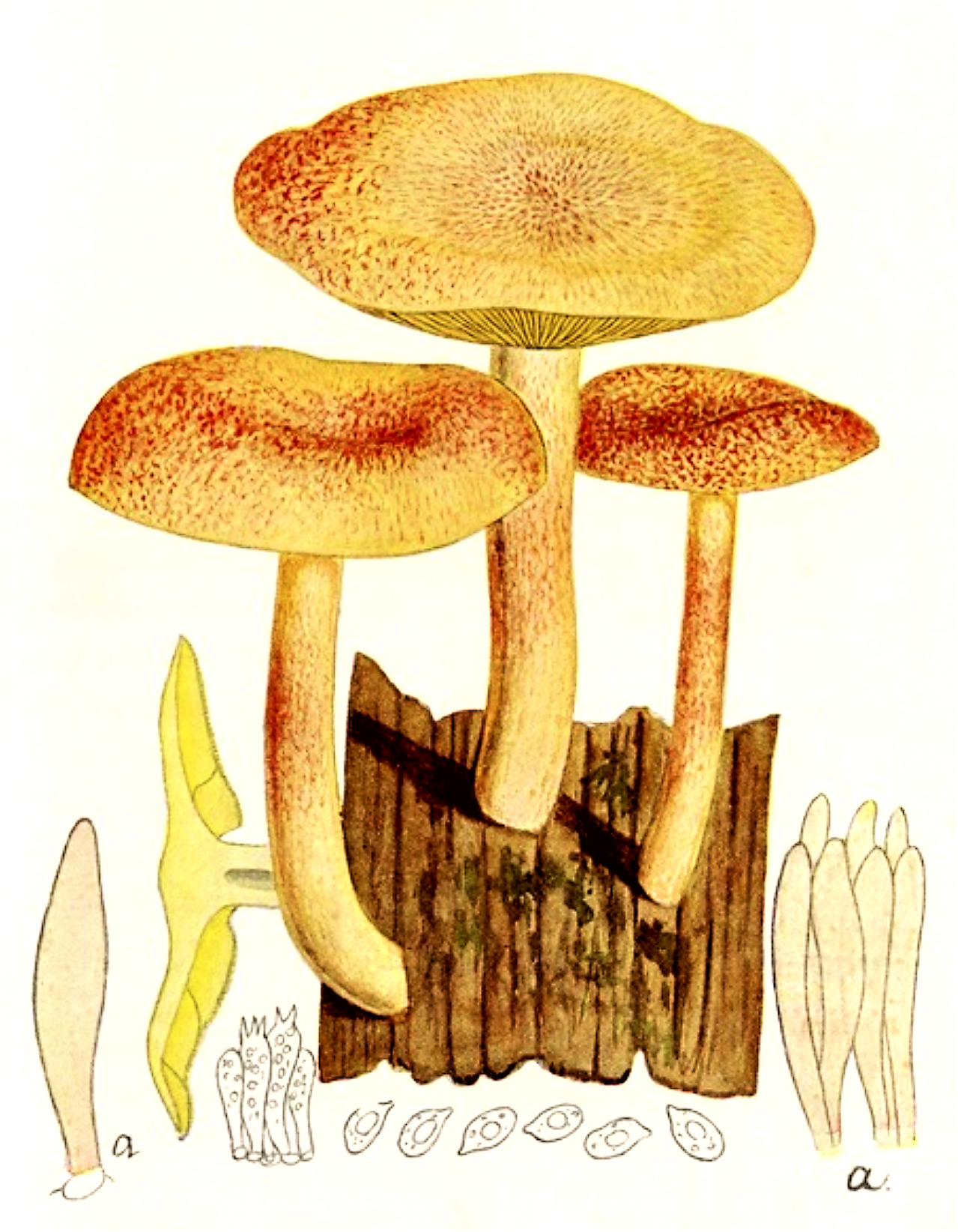
Bres.: T. rutilans

- Pălăria: are un diametru de 6-15 (18) cm, este cărnoasă, inițial convexă, cu marginea răsucită spre interior, la maturitate aplatizată cu marginea subțire, întinsă și ondulată. Cuticula este galbenă, acoperită în primul rând în mijloc cu numeroase scvame ruginii până purpuriu-roșiatice. Dacă negii sunt spălați de ploaie, cuticula apare într-un galben strălucitor.
- Lamelele: sunt subțiri și dese, inegale, sinuoase, adnate la picior, fiind la început de culoare palid galbenă, apoi galben-aurie.
- Piciorul: are o înălțime de 5-12 cm și o grosime de 1-2 cm, este cilindric, adesea ușor îndoit, elastic, fibros, de aceeași culoare cu pălăria și acoperit adesea de negi ruginii-roșiatici, dar direct sub pălărie neted și albicios.
- Carnea: este galbenă, la început compactă și zemoasă, apoi moale și apoasă, cu un miros imperceptibil în tinerețe precum ușor rânced la bătrânețe. Gustul este amărui. Larvele unor specii de diptere din familia Mycetophilidae se hrănesc pe bazidiocarpi.
- Caracteristici microscopice: are spori albi, hialini (translucizi), cu o picătură de ulei în centru, ovoidali și apar în mase. Mărimea lor este de 6-8 x 4-5,5 microni.[4][5][6]
- Reacții chimice: Buretele se decolorează cu anilină încet brun-rozaliu, devenind apoi mai închis și maro, cu Hidroxid de amoniu roșu cărămiziu, cu Hidroxid de potasiu roșu murdar și cu sulfat de fier verde-măsliniu.[7]

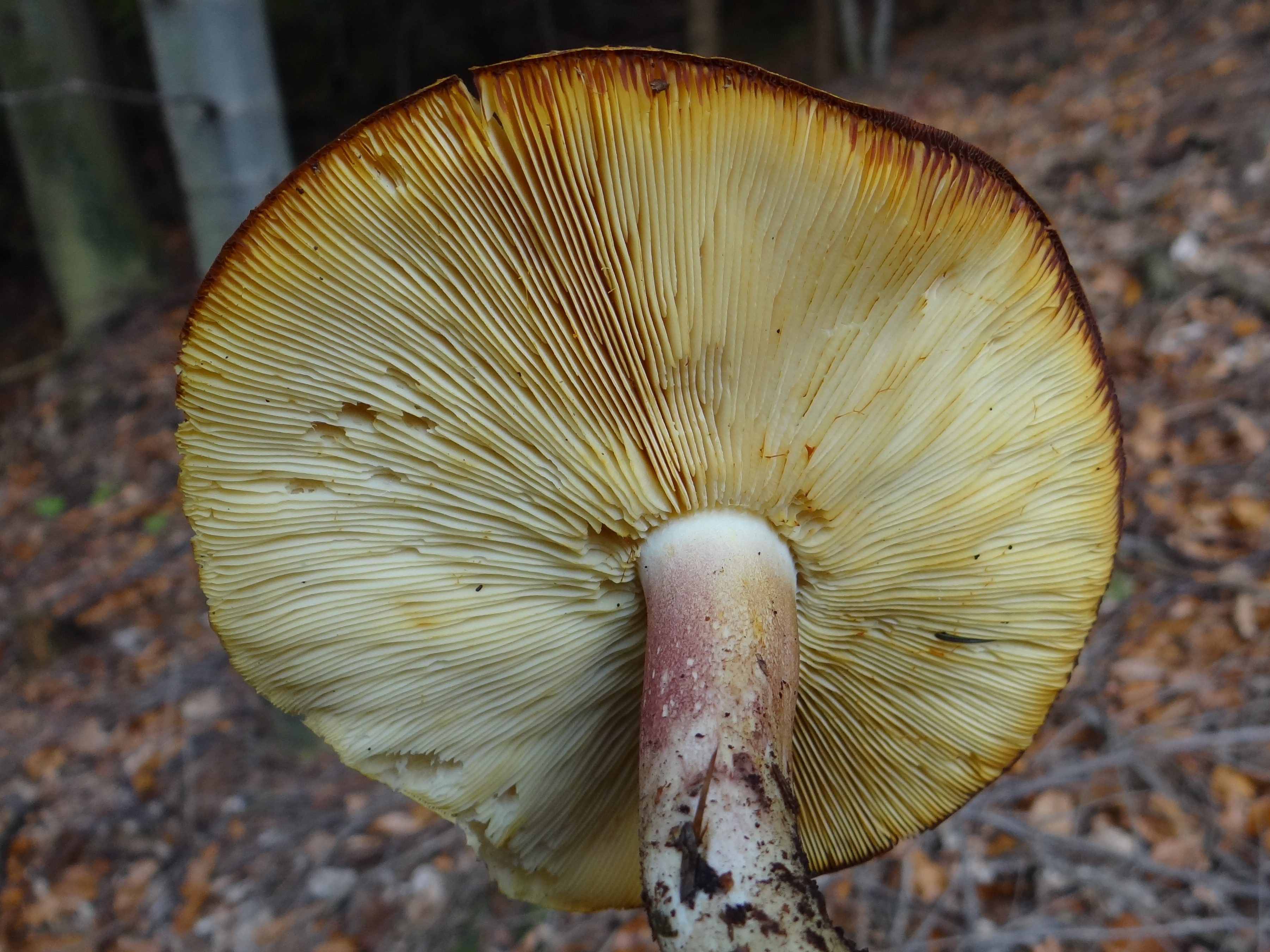
T. rutilans, lamele
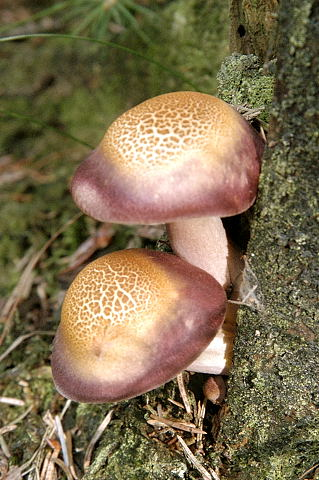
T. rutilans tinere
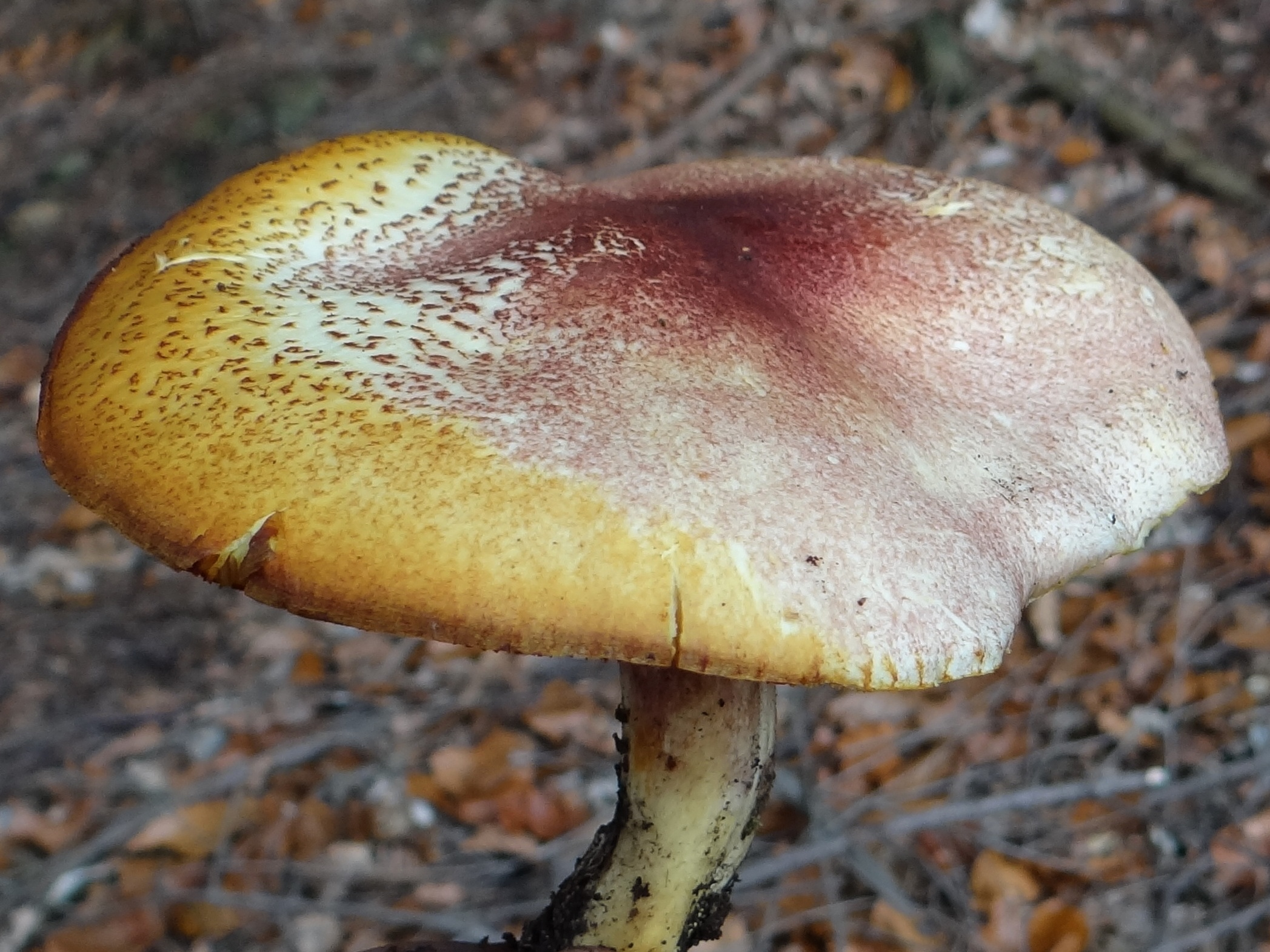
T. rutilans matur

## Confuzii
Ciupercă roșie de brad poate fi confundată cu alte specii din familia Tricholomataceae cum sunt: Gymnopilus sapineus (necomestibil),  Tricholoma acerbum (necomestibil), Tricholoma aurantium (necomestibil),  Tricholoma auratum (comestibil), Tricholoma bufonium (otrăvitor), Tricholoma flavovirens (comestibil), Tricholomopsis decora (comestibil), Tricholomopsis flammula (necomestibil),  Tricholomopsis ornata (necomestibil) sau Tricholomopsis sulphureoides, dar, de asemenea, cu Cortinarius bolaris (otrăvitor).

## Specii asemănătoare

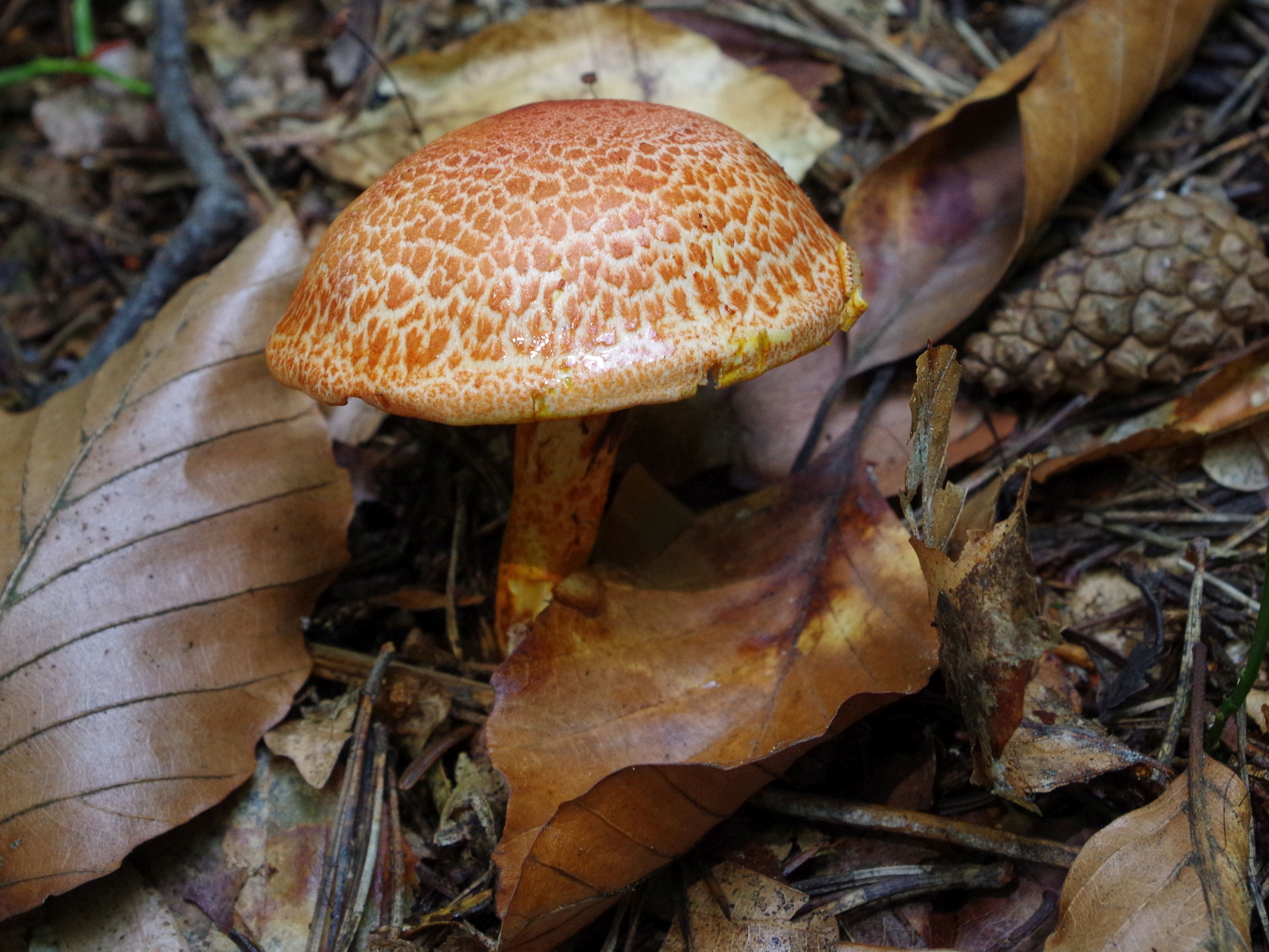
!!Cortinarius bolaris!!
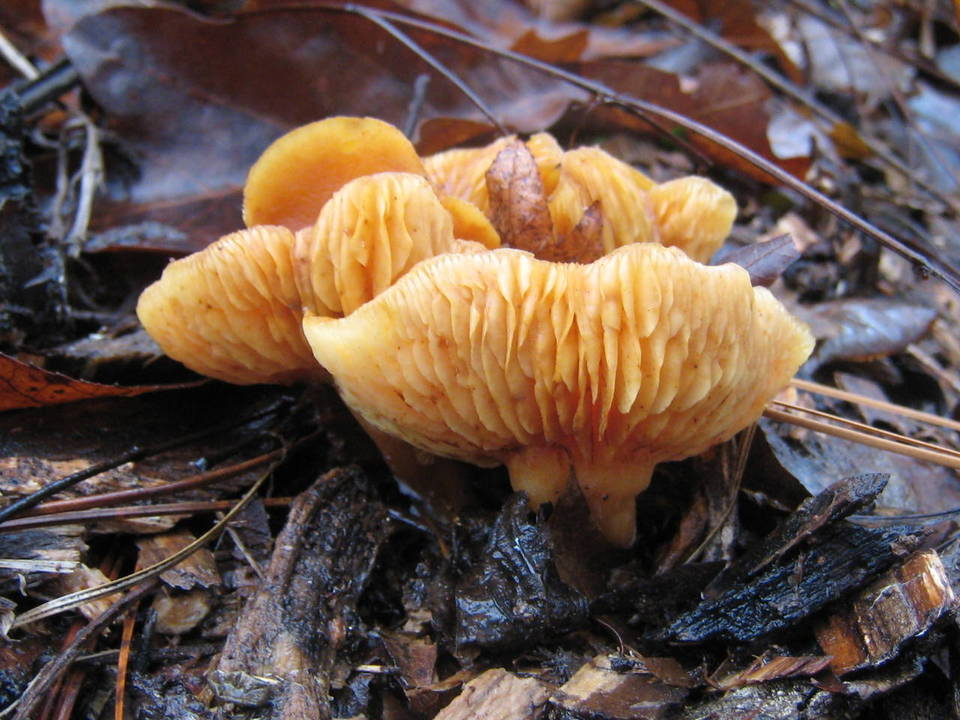
Gymnopilus sapineus
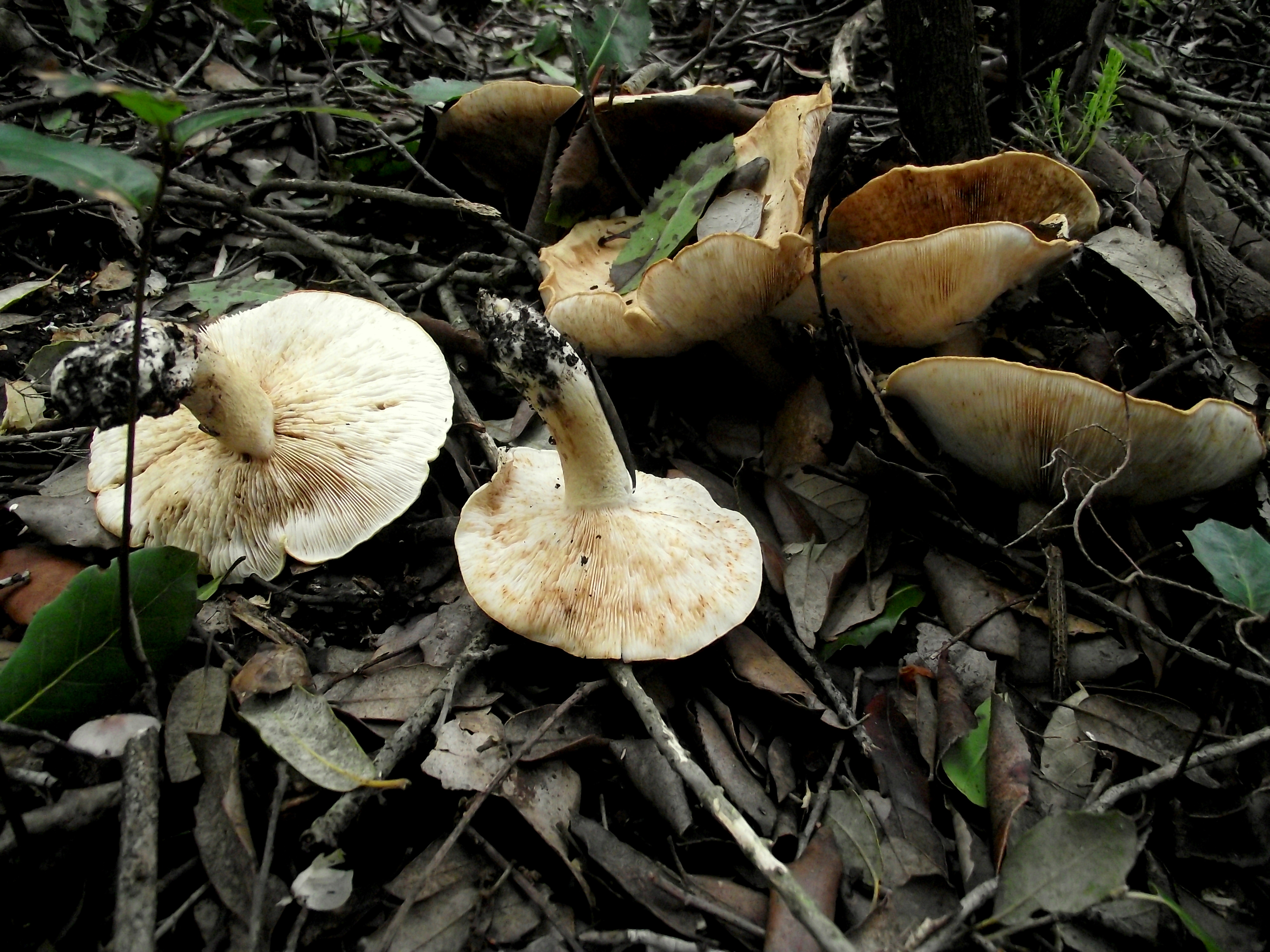
! Tricholoma acerbum !
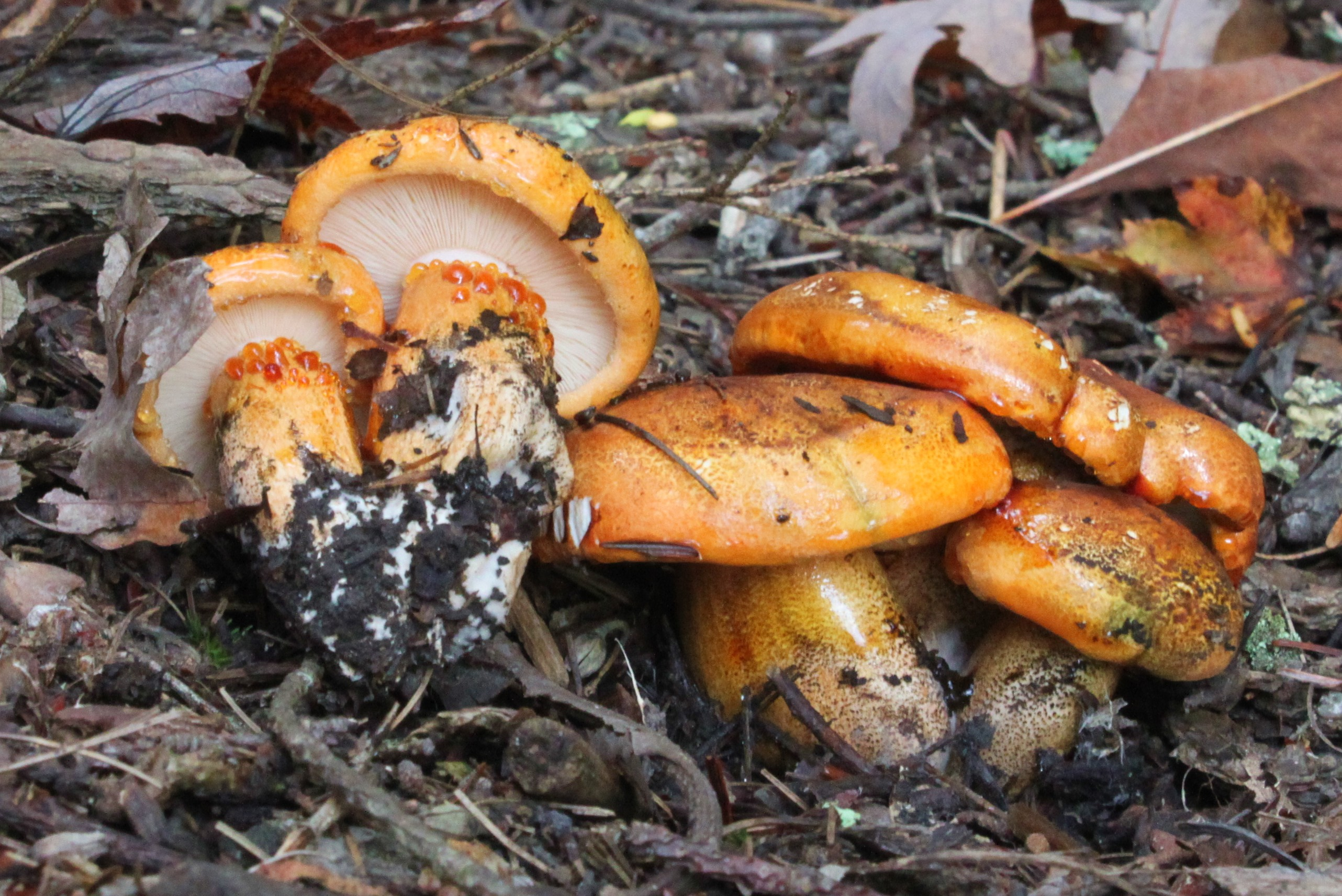
Tricholoma aurantium
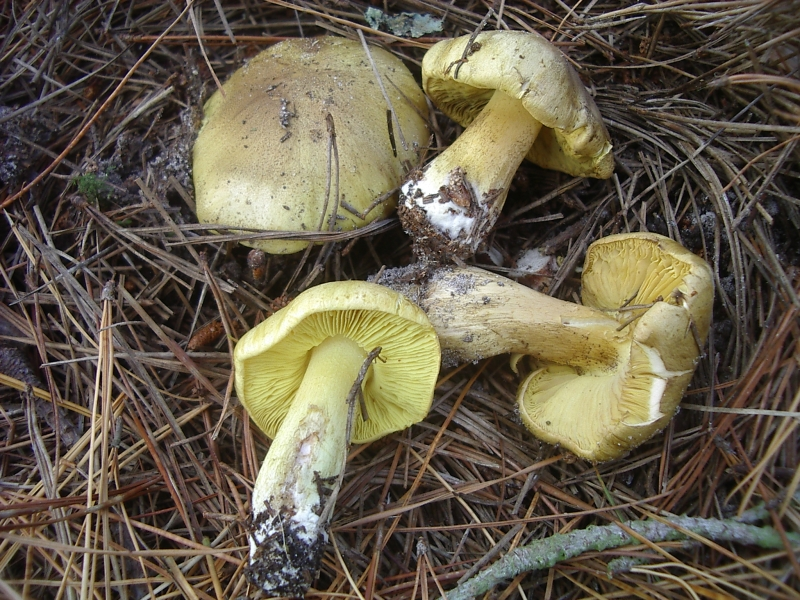
Tricholoma auratum
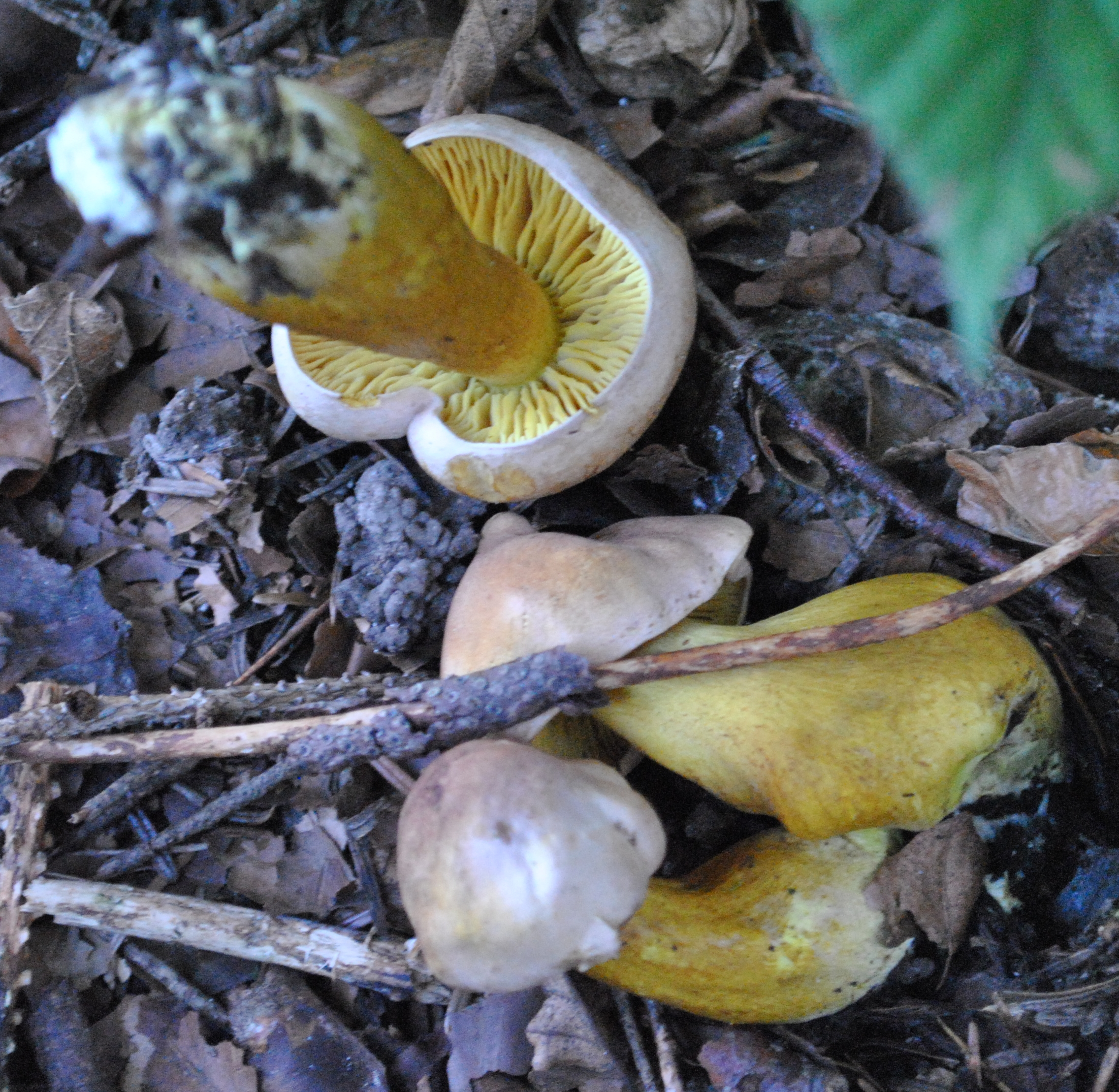
!!Tricholoma bufonium!!
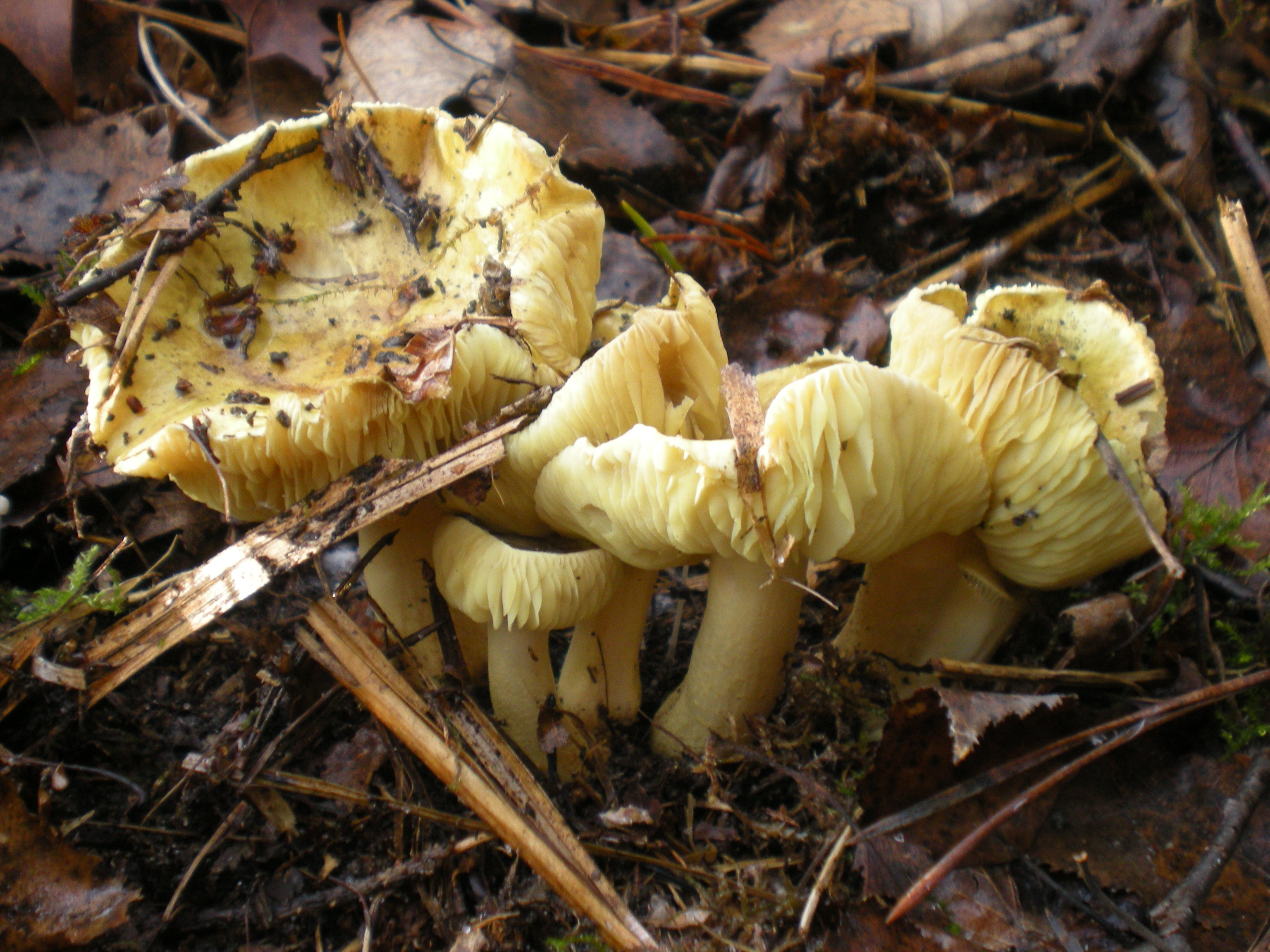
Tricholoma flavovirens
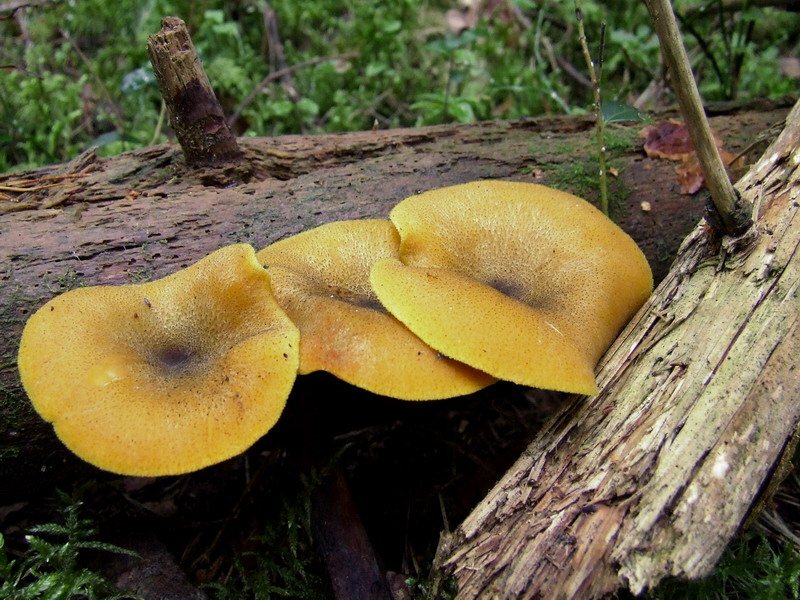
Tricholomopsis decora
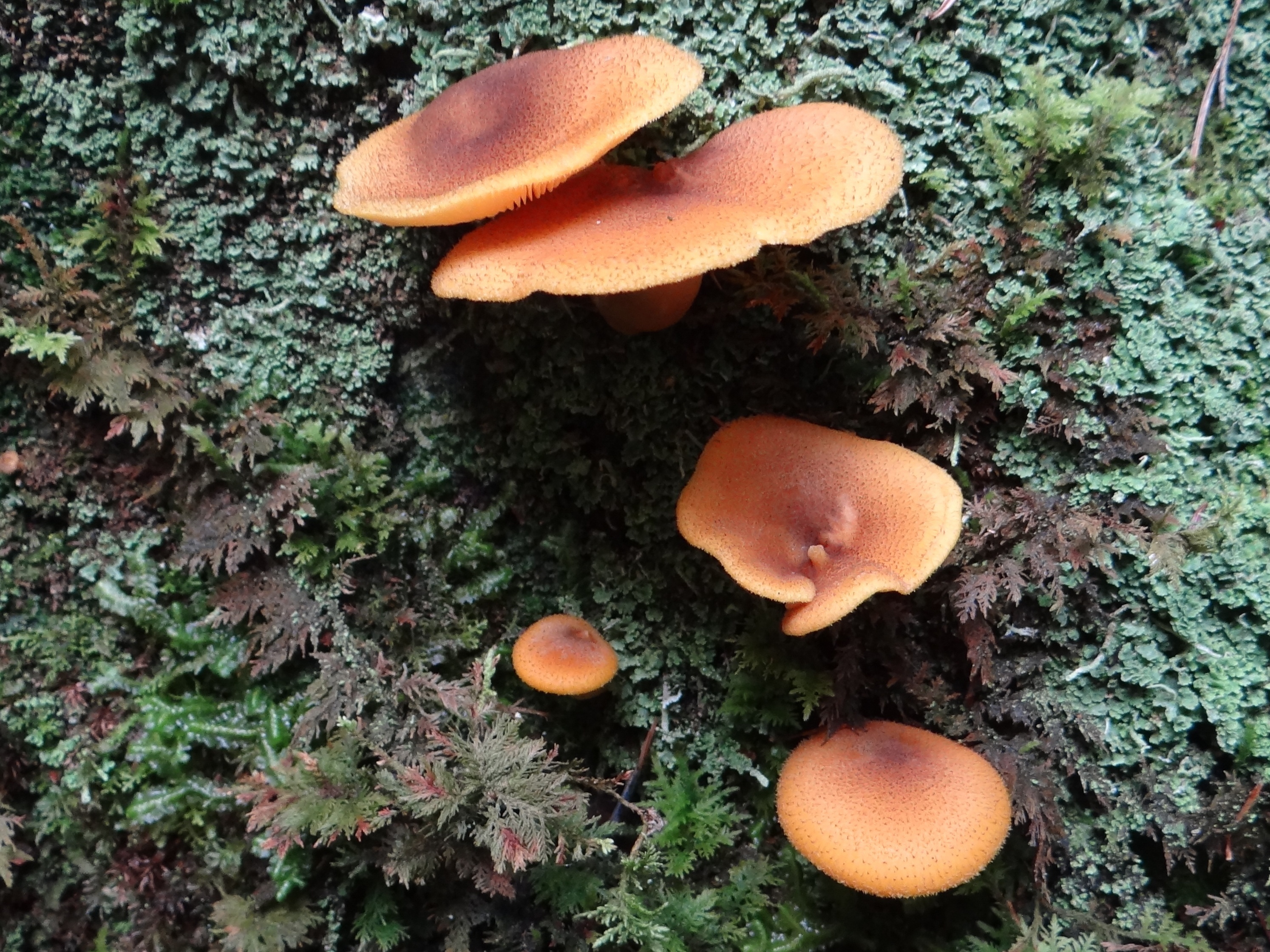
Tricholomopsis ornata
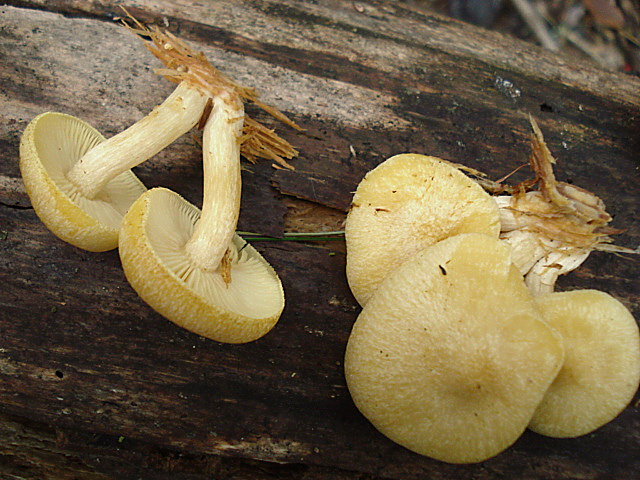
Tricholomopsis sulphureoides

## Valorificare
Roșcovanele nu sunt ciuperci savuroase. Exemplare tinere pot fi folosite împreună cu alte ciuperci de pădure. Conservarea în oțet este de asemenea posibilă. Din cauza cârnii apoase nu se potrivesc pentru uscare.